# Francisco Toro Lessen
Francisco Toro Lessen, Talcahuano,1983. Es un director de cine, guionista, director de fotografía, investigador, académico y gestor cultural chileno.
Su propuesta cinematográfica se ha focalizado en la cosmovisión de los pueblos originarios, en la búsqueda de las raíces, el rescate del territorio y la voz de esta. Además de su carrera como cineasta es  fundador y  director del Festival BioBio Cine  desde el 2013, director de la productora Imaginaria Audiovisual y docente de cine en  en la ciudad de Concepción.

## Filmografía

### Largometrajes Ficción
| Año  | Título     | Cargo                |
| ---- | ---------- | -------------------- |
| 2011 | Konün Wenu | Director y guionista |
| 2019 | Amukan     | Director y guionista |
|      |            |                      |

### Largometrajes Documental
| Año  | Título                                 | Cargo                           |
| ---- | -------------------------------------- | ------------------------------- |
| 2006 | We Pu Liwen                            | Director, guionista             |
| 2010 | Wall mapu kimün                        | Director y guionista            |
| 2011 | Zona cero, Talcahuano ciudad de héroes | Director y guionista            |
| 2023 | Künü, un espacio para el diálogo       | guionista, fotografía y montaje |

### Cortometrajes
| Año  | Título                          | Cargo                         |
| ---- | ------------------------------- | ----------------------------- |
| 2004 | Adagio Final                    | Productor, Guionista y Música |
| 2010 | Mapudungun, la voz de la tierra | Director y Guionista          |
| 2021 | Expectros de Hamlet             | Dirección y Fotografía        |
|      |                                 |                               |